# 阳埠乡
阳埠乡，是中华人民共和国江西省赣州市赣县区下辖的一个乡镇级行政单位。

## 行政区划
阳埠乡下辖以下地区：
阳埠村、杨源村、下杨村、密石村、黄沙村、木栅村、坳头村、大龙村、新联村、梅村、马埠村、许屋村和坳背村。